# تومي والتر
تومي والتر (بالإنجليزية: Tommy Walter)‏ هو مغن مؤلف أمريكي، ولد في 30 أكتوبر 1970 في ثاوزند أوكس في الولايات المتحدة.

## وصلات خارجية
- الموقع الرسمي
- تومي والتر على موقع IMDb (الإنجليزية)
- تومي والتر على موقع ميوزك برينز (الإنجليزية)
- تومي والتر على موقع ميوزك برينز (الإنجليزية)
- تومي والتر على موقع أول ميوزيك (الإنجليزية)
- تومي والتر على موقع ديسكوغز (الإنجليزية)